# Transmigrasi

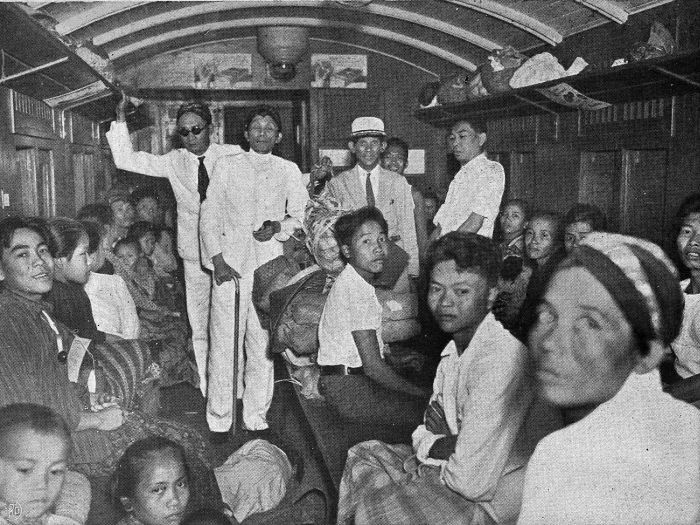
De regent van Blitar met transmigranten uit zijn stad in de trein naar Solo tot waar hij ze uitgeleide doet (ergens in de periode 1910-1940). Collectie Wereldmuseum Amsterdam

Transmigrasi is de naam van het Indonesische regeringsprogramma om door middel van transmigratie de grote bevolkingsdruk op Java te doen afnemen. In mindere mate gold dat ook voor de dichtbevolkte kleine eilanden Bali en Madura. Landloze bevolkingsgroepen werden naar dunner bevolkte regio's in de archipel verhuisd zoals naar Papoea (beëindigd in 2015 door president Joko Widodo), Kalimantan, Sumatra en Sulawesi.
Transmigratie begon al in de koloniale tijd in Nederlands-Indië, toen werden contractarbeiders uit Java naar Sumatra gebracht. Het topjaar in die periode was 1929; er werden meer dan 200.000 mensen verplaatst. Na de onafhankelijkheid ging de Indonesische regering door met deze projecten. Het doel was en is om de armoede en de overbevolking op onder andere het eiland Java te verminderen en voor mensen die bereid zijn hard te werken mogelijkheden te scheppen elders een bestaan op te bouwen. Op deze wijze kunnen ook de natuurlijke hulpbronnen op de dunbevolkte eilanden beter worden benut. 
Er zijn echter ook nadelen aan deze programma's verbonden. De reeds aanwezig bevolking op de "ontvangende" eilanden vreest voor "javanisering"  en islamisering, ondanks het feit dat niet alle transmigranten moslim en Javaans zijn. Plaatselijk is sprake van etnische conflicten en soms ook van etnisch geweld.